# Charles Robert Maturin
Charles Robert Maturin (Dublino, 25 settembre 1782 – Dublino, 30 ottobre 1824) è stato uno scrittore e drammaturgo irlandese, autore di romanzi e opere teatrali di ispirazione gotica.
Pastore protestante di origine irlandese, era originario di una famiglia di ugonotti e nacque a Dublino dove frequentò il Trinity College. Le sue prime tre opere, pubblicate sotto lo pseudonimo di Dennis Jasper Murphy, furono un completo fallimento di pubblico e di critica, ma attirarono l'attenzione di Sir Walter Scott che ne parlò a Lord Byron. Dopo il successo ottenuto con Melmoth l'Errante (1820), Maturin sposò Henrietta Kingsbury, diventando così pro-zio di Oscar Wilde. Il protagonista, una sorta di ebreo errante, è lo studente John Melmoth, il cui antenato, "Melmoth l'errante", ha venduto la sua anima al demonio in cambio di altri cento anni di vita; durante questi cento anni, Melmoth va alla ricerca di qualcuno che possa liberarlo dal vincolo con Satana accettando di prendere il suo posto: i suoi viaggi sono il pretesto per aprire numerose altre parentesi e storie parallele.

## Influenze successive
La sua opera maggiore, Melmoth the Wanderer (Melmoth l'errante), influenzò autori come Honoré de Balzac e Charles Baudelaire. Il protagonista del romanzo è stato ripreso da autori come Oscar Wilde durante il suo esilio e Donald Wandrei nella sua corrispondenza con Howard Phillips Lovecraft, entrambi come pseudonimo. Inoltre ne furono ispirati Aleksandr Pushkin nel suo romanzo in versi Evgenij Onegin, Anne Rice in Memnoch the Devil, Honoré de Balzac in Melmoth Reconciled, Vladimir Nabokov in Lolita. Inoltre, lo scrittore vittoriano Anthony Trollope ha dato il nome di August Melmotte al protagonista del suo romanzo La vita oggi (The way we live now).
Il romanzo di Maturin, infine, è stato l'ispirazione per i fumetti Cerebus, un resoconto romanzato degli ultimi giorni di vita di Oscar Wilde, e Seven Soldiers di Grant Morrison.
Il dramma Bertram; or The Castle of St. Aldobrand  fu adattato in francese da Charles Nodier e Isidore Justin Severin Taylor (Bertram, ou le Chateau de St. Aldobrand, 1821). Questa versione fu a sua volta all'origine dell'opera Il pirata, libretto di Felice Romani, musica di Vincenzo Bellini, rappresentata alla Scala di Milano nel 1827.

## Elenco delle opere

### Romanzi
- The Fatal Revenge o the Family of Montorio (1807);
- The Wild Irish Boy (1808);
- The Milesian Chief (1812);
- Women o Pour Et Contre (1818);
- Melmoth l'errante (1820);
- The Albigenses (1824);
- Leixlip Castle (1825);

### Opere teatrali
- Bertram (1816);
- Manuel (1817);
- Fredolfo (1819);

### Poemi
- The Universe (1821)